# Institut für Angewandte Wirtschaftsforschung
Das Institut für Angewandte Wirtschaftsforschung e. V. (IAW) ist ein unabhängiges, außeruniversitäres Forschungsinstitut. Der Sitz ist in Tübingen.
Das Institut wurde von 2005 bis 2013 von Claudia-Maria Buch geleitet. Seit September 2013 leiten Wilhelm Kohler und Bernhard Boockmann als wissenschaftliche Direktoren gemeinsam das Institut, nachdem Claudia Buch als Präsidentin an das Institut für Wirtschaftsforschung Halle (IWH) wechselte.
Das Institut beschäftigt etwa zwanzig Wissenschaftler, wovon die meisten Ökonomen sind. Das Institut ist Mitglied der Arbeitsgemeinschaft deutscher wirtschaftswissenschaftlicher Forschungsinstitute e. V. (ARGE).
Das Institut wendet wirtschafts- und sozialwissenschaftliche Forschungsergebnisse auf Fragen der privaten und öffentlichen Wirtschaft an und bietet wissenschaftlich fundierte Grundlagen für wirtschaftspolitische Entscheidungen. Das Institut befasst sich mit Problemen und Verfahren der empirischen Wirtschaftsforschung. Neue theoretische Ansätze werden in empirische Forschungskonzepte umgesetzt.
Das Institut ist seit seiner Gründung traditionell eng mit dem Land Baden-Württemberg verbunden. Die Analyse regionaler wirtschaftlicher Entwicklungen in Baden-Württemberg stellt daher ein übergreifendes Forschungsinteresse in sämtlichen Forschungsschwerpunkten des Instituts dar.
Seit 2008 verleiht das Institut gemeinsam mit der Deutschen Bundesbank, Hauptverwaltung Stuttgart, den Norbert-Kloten-Preis für Angewandte Wirtschaftsforschung.

## Rechtsform
Das Institut ist der Rechtsform nach ein eingetragener gemeinnütziger Verein zur Förderung von Wissenschaft und Forschung (IAW e. V.) mit Sitz in Tübingen. Vorsitzender ist Wilhelm Rall.

## Forschungsschwerpunkte
Die Tätigkeit gliedert sich in die drei Forschungsschwerpunkte 
- Internationale Integration und regionale Entwicklung
- Arbeitsmärkte und soziale Sicherung
- Unternehmensdynamik und Strukturwandel

Quer zu den drei Forschungsschwerpunkten verfügt das Institut über ein Kompetenzzentrum Mikrodatenbasierte Politikberatung. 

## Trivia
Der ehemalige Bundespräsident Horst Köhler war Anfang der 1970er Jahre wissenschaftlicher Mitarbeiter am Institut und erstellte dabei seine Doktorarbeit.